# 郭公木
郭公木（1891年—1969年），别名梦熊（一说梦松），字卓如，乳名以焯，福建寿宁人，中华民国及中华人民共和国教育人物、政治人物，曾任中华民国制宪国大代表、第一届立法委员等职。

## 生平
郭公木出生于福建省寿宁县的一个书香门第，早年就读于福宁中学校与福建政法学校，1917年被学校以交换生的身份送往日本早稻田大学法律专科深造。归国后定居福州任教福建政法学校，1920年受聘请出任福建省立第三中学校长。1923年被福建政法大学召回任职。1926年11月任寿宁县知事，1927年起先后任泰宁、龙岩县长。1943年，被选为私立福建学院（今属福建师范大学）院长。
1948年被选为中华民国福建省选区國大代表，后成为中华民国第一届立法委员。政府还聘其出任福建省财政厅厅长，被郭以“我代表民意非为利禄也”拒绝。在任国大代表期间，他以自己的身份保释过范式人、范浚等中共党员。
1949年春，郭公木拒绝调任臺灣，称病回乡调养，福建解放后，受福建省人民政府主席张鼎丞之聘任福建省文史馆馆员。1969年3月在文革中受迫害而死。

## 著作
在福建省文史馆任职期间，整理著有《辛亥革命处理八旗官兵的经过及近代农民革命史稿》，存于福建省文史馆。